# Van Donge & De Roo Stadion
Van Donge & De Roo Stadion (conocido hasta mayo de 2017 como Stadion Woudestein) es un estadio de fútbol ubicado en Róterdam, Países Bajos. Fue inaugurado en el año de 1902 y remodelado los años 1939, y entre 1997 y 2000. Tiene una capacidad para albergar a 3531 aficionados siendo con esto uno de los estadios más pequeños de la Eredivisie, es casa del Excelsior Rotterdam.

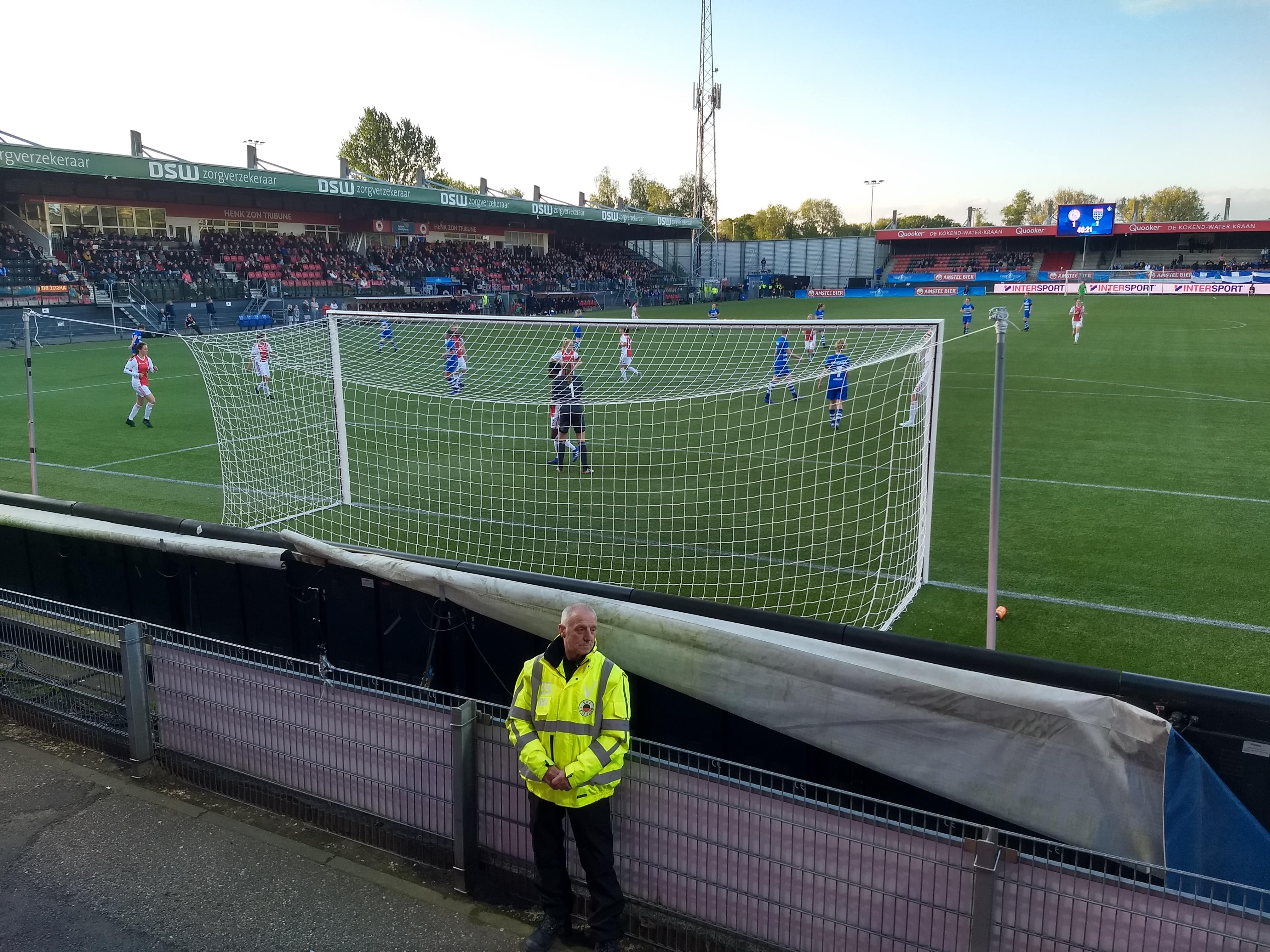